# Río Bravo
Río Bravo là một đô thị thuộc bang Tamaulipas, México. Năm 2005, dân số của đô thị này là 106842 người.